# Jermaine Beckford
Jermaine Paul Alexander Beckford (* 9. Dezember 1983 in London) ist ein ehemaliger englisch-jamaikanischer Fußballspieler. Der torgefährliche Stürmer war Teil der Jugendarbeit des FC Chelsea, konnte sich dort aber zunächst nicht für höhere Aufgaben empfehlen und agierte mehrere Jahre im Amateurfußball. Im März 2006 kehrte er in den Profibereich zurück, spielte gut vier Jahre für das unterklassige Leeds United und war anschließend für den Erstligisten FC Everton sowie die Zweitligisten Leicester City, Huddersfield Town, Bolton Wanderers und Preston North End aktiv.

## Karriere

### Vereinsfußball

#### Ausbildung & Amateurfußball (2000–2006)
Erste Jugendstation für Beckford waren die Walpole Wanderers, etwas nordwestlich seiner Heimat gelegen, von wo aus es ihn in die Nachwuchsabteilung des Premier-League-Klubs FC Chelsea verschlug. Dort zählte er jedoch nicht zu den vielversprechendsten Talenten und so trennten sich die Wege, als die Ausbildung beendet wurde. Der Traum einer Profikarriere schien so vorzeitig geplatzt zu sein. Beckford ging stattdessen regulären Tätigkeiten außerhalb des Sports nach und verdingte sich in der Isthmian League auf Teilzeitbasis für den regionalen Amateurverein FC Wealdstone. Selbst dort lieh man ihn noch kurzzeitig an den FC Uxbridge aus, bevor er regelmäßig für Wealdstone zu treffen begann und als Torjäger aus der Masse hervorstach. Mit 35 Toren aus 40 Spielen der Saison 2005/06 empfahl er sich nachhaltig für eine Rückkehr ins Profigeschäft und an Interessenten mangelte es im März 2006 nicht. Dabei absolvierte der Mittelstürmer zunächst ein Probetraining bei Crystal Palace, bevor man sich schließlich mit Leeds United – vertreten durch Trainer Kevin Blackwell und Ex-Chelsea-Präsident Ken Bates – handelseinig wurde.

#### Leeds United (2006–2010)
Der Beginn in Leeds verlief zunächst schleppend. In den verbleibenden Ligapartien der Saison 2005/06 kam Beckford lediglich zu fünf Einwechslungen und auch in der anschließenden Spielzeit 2006/07 stand er in der „Hackordnung“ hinter David Healy, Richard Cresswell, Robbie Blake und Ian Thomas-Moore. So entschloss sich der Klub im Oktober 2006 zu einer Ein-Monats-Ausleihe an den Drittligisten Carlisle United. Dort erzielte Beckford bei seinem Debüt gegen den FC Millwall (1:2) das erste Profitor und als sich seine Situation nach der Rückkehr nach Leeds nicht signifikant verbesserte, folgte im Januar 2007 das nächste Leihgeschäft. Bis zum Ende der Saison 2006/07 ging er für den ebenfalls in der dritten Liga aktiven Scunthorpe United auf Torejagd und dort hinterließ Beckford einen sehr guten Eindruck. Er bildete mit Billy Sharp ein effektives Sturmduo, schoss acht Ligatreffer und verhalf Scunthorpe zum Aufstieg in die Zweitklassigkeit.
Ab der Saison 2007/08 startete Beckford dann auch in Leeds, das mittlerweile selbst in die dritte Liga abgerutscht war, sportlich durch. Mit 20 Toren in der Meisterschaftsrunde war er nicht nur ligaweit zweitbester Schütze, sondern erhielt zudem die Auszeichnung zum „besten Spieler“. Aufgrund einer Knöchelverletzung verpasste er dabei die letzten vier Ligapartien, kehrte dann aber zu den Play-off-Spielen zurück, wo er letztlich im Finale mit seinen Mannen Doncaster Rovers unterlegen war. In der folgenden Spielzeit 2008/09 knüpfte Beckford nahtlos an die Vorjahresleistungen an und mit seinen 34 Pflichtspieltreffern übertraf erstmals seit Lee Chapman in der Saison 1990/91 wieder ein Leeds-Spieler die 30-Tore-Marke – es war zudem der beste Wert seit 1957 mit dem „legendären“ John Charles. Mit seiner Schnelligkeit und Beweglichkeit stellte Beckford die Drittligakonkurrenz vor sehr große Probleme und die erneute Auszeichnung zum „besten Spieler“ (mittels Fan-Wahl der Spielergewerkschaft PFA) kam ebenso wenig überraschend, wie die Wahl in die „Mannschaft der Saison“. Der ersehnte Aufstieg blieb jedoch erneut aus, da Leeds ein weiteres Mal in den Play-off-Spielen scheiterte – nun bereits im Halbfinale gegen den FC Millwall.
Weitere 30 Tore folgten in der Saison 2009/10, die zunächst mit Unstimmigkeiten begonnen hatten. Beckford hatte sich geweigert, einer Verlängerung des zum Ende der Spielzeit auslaufenden Vertrags zuzustimmen und in der Folge setzt ihn der Klubs auf die Transferliste gesetzt und bot ihn somit zum Verkauf an. Nachdem zwei nicht näher genannte Offerten abgelehnt wurden, nahm der Verein seinen Stürmer Mitte Juli 2009 wieder vom Markt. Ebenso schnell erledigte sich dann ein Wechselbegehren, das Beckford selbst zur Jahreswende äußerte. Nur vier Tage danach machte er sich mit seinem 1:0-Siegtreffer im FA Cup gegen Manchester United bei den Leeds-Fans „unsterblich“ und Beckford blieb bis zum Abschluss der Saison. Sie endete zudem positiv mit dem Gewinn der Vizemeisterschaft und dem damit verbundenen Aufstieg in die Football League Championship sowie für Beckford mit einer weiteren Auszeichnung zum besten Spieler.

#### FC Everton (2010–2011)

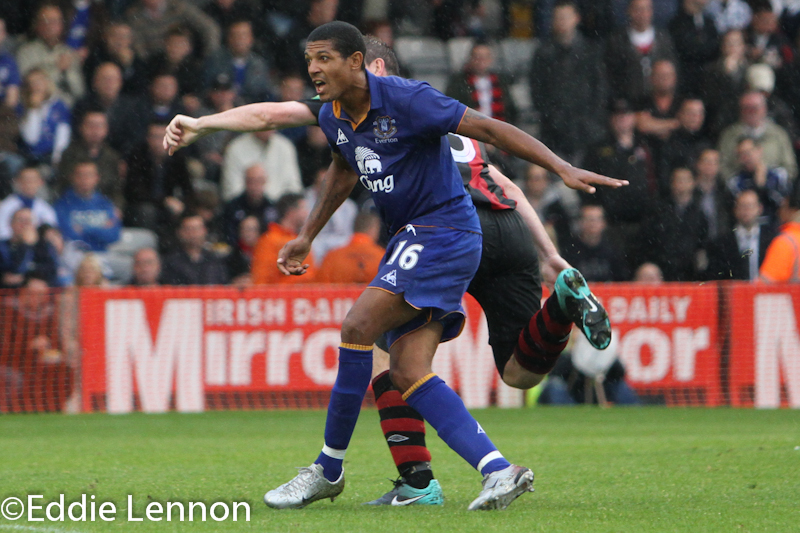
Jermaine Beckford, 2011

Im Mai 2010 wechselte Beckford ablösefrei zum FC Everton in die Premier League und unterzeichnete dort einen Vierjahresvertrag. Dann schloss sich am 14. August 2010 sein Erstligadebüt gegen die Blackburn Rovers an und in der Woche darauf gegen die Wolverhampton Wanderers war er erstmals in der Startelf der „Toffees“ vertreten. Weitere vier Tage später folgte gegen Huddersfield Town im Ligapokal per Elfmeter das erste Pflichtspieltor und in der Premier League platzte schließlich im November 2010 mit seinem „Last-Minute-Tor“ gegen die Bolton Wanderers zum 1:1 der Knoten. Insgesamt beendete er seine erste Spielzeit auf höchstem englischen Level mit acht Ligatoren und zehn Pflichtspieltreffern insgesamt.

#### Leicester City (seit 2011)
Am 31. August 2011 wechselte Beckford zum Zweitligisten Leicester City.

### Internationale Laufbahn
Beckford wurde nicht für englische Auswahlmannschaften berücksichtigt. Aufgrund seines jamaikanischen Vaters und der grenadischen Abstammung seiner Mutter war er aber zudem auch für die Nationalteams von Jamaika und Grenada spielberechtigt.
Beckford bestritt 2013 sechs A-Länderspiele für Jamaika, allesamt Teil der letzten Qualifikationsrunde zur WM 2014. Das Team blieb in allen sechs Partien sieglos und verpasste als Gruppenletzter die WM-Qualifikation, Beckford erzielte bei einer 1:2-Heimniederlage gegen die USA seinen einzigen Länderspieltreffer.

## Titel/Auszeichnungen
- Football League One: Spieler des Jahres  (3)
  - Wahl der Fußballverbands (2): 2008, 2010
  - Fan-Wahl der Spielergewerkschaft PFA (1): 2009
- Football League One: Mannschaft des Jahres  (1): 2009
- Torschützenkönig des FA Cup: 2012[14]